# Cejch
Cejch je zcela obecně trvanlivá značka se speciálním významem, která má daný objekt jasně označit. V technice se jedná o úřední značku potvrzující přesnost a správnost funkce měřidel a přístrojů.
Toto slovo však může také znamenat neodstranitelné označení osoby, zvířete nebo věci. V lidské společnosti a v přeneseném významu může znamenat např. újmu na reputaci, kariéře či jinou událost, která daného jedince stigmatizuje a zařazuje do určité „škatulky“.
Cejchování je činnost, při které se měřidla, zvířata, případně i lidé opatřují cejchy.

## Cejchování měřidel
V technice a v metrologii se cejchováním rozumí úřední ověření správné funkce měřicího zařízení, zpravidla porovnáním s příslušným normálem (etalonem), včetně splnění stanovených požadavků na měřidlo', a trvalé označení cejchovaného zařízení. Cejchují se ze zákona například měřidla, váhy a závaží, užívané v obchodech, elektroměry, vodoměry, plynoměry, taxametry, čerpací stojany a další. V některých případech se cejchování musí po určité době opakovat a padělání cejchovní značky je trestné. Úřední cejch může nést i informaci o třídě přesnosti daného měřidla nebo přístroje. Samotné nastavení správné funkce měřidla se nazývá justace. Kalibrování určuje pouze míru bez zákonných požadavků na měřidlo.

## Cejchování zvířat
V Americe a některých dalších zemích se cejchování provádí, či provádělo, zejména u velkých stád hospodářských zvířat (skot, ovce, koně apod.), rozžhaveným železem je zvířeti do kůže vypálena jednoduchá vlastnická značka, jež přesně identifikuje původního majitele zvířete po celý jeho život. Cejchovací nástroj se v tomto případě nazývá značkovací železo.
Cejchování zvířat se také provádí výmrazem, kdy je nejprve matrice cejchu ochlazena kapalným dusíkem a po následném přiložení dojde k lokální nekrotizaci tkáně - jizvě v kůži.
Označování zvířat vypálením, či vymrazením, cejchu však v dnešní době nahrazují modernější metody identifikace - především čipy RFID, díky kterým je nejen identifikováno každé individuální zvíře, ale také tento čip může nést určité množství informací o tomto zvířeti - o jeho zdraví, léčení, chovatelská data, adresy, atd.

## Cejchování osob
Dříve byly v některých zemích cejchováni pro označení, nebo jako trest, trestanci, zločinci a čarodějnice. Také se používalo k označení vojáků v římských legiích a to římskými číslicemi na paže k lehčí identifikaci padlých nebo ztracených jednotlivců určitých legií nesoucích stejné číslo.